# ウィリアム・ラウザー (第3代準男爵)

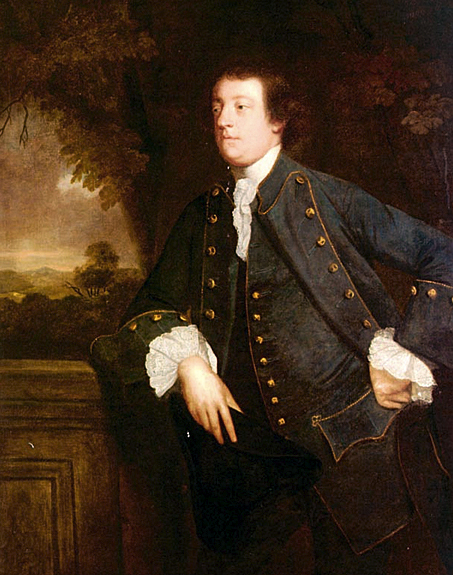
ジョシュア・レノルズによる肖像画。

第3代準男爵サー・ウィリアム・ラウザー（英語: Sir William Lowther, 3rd Baronet、1727年ごろ – 1756年4月15日）は、グレートブリテン王国の政治家。1755年から1756年まで短期間庶民院議員を務めた。

## 生涯
第2代準男爵サー・トマス・ラウザーと妻エリザベス（Elizabeth、旧姓キャヴェンディッシュ（Cavendish）、1747年11月7日没、第2代デヴォンシャー公爵ウィリアム・キャヴェンディッシュの娘）の息子として、1727年ごろに生まれた。1745年3月23日に父が死去すると、準男爵位を継承した。同年7月2日、ケンブリッジ大学クレア・カレッジに入学した。
1755年1月2日に遠戚にあたる第4代準男爵サー・ジェームズ・ラウザーからホワイトヘイヴンの地所を継承、さらにジェームズの死に伴いカンバーランド選挙区で行われた補欠選挙に出馬して当選した。
1756年4月15日に生涯未婚のまま死去した。後継者がおらず準男爵位は廃絶した。遺産のうち、ランカシャーのホルカー・ホールは母の兄の息子にあたるジョージ・キャヴェンディッシュ卿が継承、1794年にジョージが生涯未婚のまま死去すると母の実家であるデヴォンシャー公爵家が継承した。マースク・ホールは遺言状に基づきエドワード・ウィルソン、ジョージ・ウィルソン、トマス・ウィルソン、ダニエル・ウィルソン（4人は兄弟だった）が継承した後、1762年にトマス・ダンダス（後の初代ダンダス男爵）が購入した。ホワイトヘイヴンの地所は遠戚にあたる第5代準男爵サー・ジェームズ・ラウザーが継承した。ホレス・ウォルポールによれば、ウィリアム・ラウザーは気前のいい人であり、遺言状で友人13人の1,500ポンドずつ贈与したという。